# Alexandre Lamfalussy
Baron Alexandre Lamfalussy (ur. 26 kwietnia 1929 w Kapuvárze, zm. 9 maja 2015) – belgijski ekonomista pochodzenia węgierskiego, prezydent Europejskiego Instytutu Walutowego – prekursora Europejskiego Banku Centralnego (1994–1997), przewodniczący Komitetu Mędrców ds regulacji europejskiego rynku papierów wartościowych, który opracował szereg reform w celu uproszczenia i przyspieszenie procesu ustawodawczego UE w dziedzinie usług finansowych – tzw. procedura Lamfalussy’ego.

## Życiorys
Alexandre Lamfalussy urodził się w 1929 roku na Węgrzech, które opuścił w 1949 roku. W latach 1949–1953 studiował ekonomię na Katolickim Uniwersytecie w Leuven oraz w Kolegium Nuffield na Uniwersytecie Oxfordzkim, gdzie obronił doktorat z zakresu nauk ekonomicznych. W latach 1955–1975 pracował w Banque de Bruxelles.
W 1976 przeszedł do Banku Rozrachunków Międzynarodowych w Bazylei, którego został dyrektorem generalnym w 1985 roku – funkcję tę sprawował do 1993 roku. W latach 1988–1989 był członkiem Komitetu Delorsa, który w kwietniu 1989 roku przedstawił tzw. Raport Delorsa precyzujący plan realizacji Unii Gospodarczej i Walutowej w trzech etapach:
1. liberalizacji przepływów kapitałowych (1990–1994)
2. wzmocnienia koordynacji polityki pieniężnej krajów UE i stworzenia Europejskiego Instytutu Walutowego – prekursora Europejskiego Banku Centralnego (1994–1999)
3. wprowadzenia wspólnej waluty euro (od 1999 roku)

Od stycznia 1994 do końca czerwca 1997 Lamfalussy pełnił funkcję prezydenta Europejskiego Instytutu Walutowego, odpowiedzialnego za realizacje trzeciego etapu Unii Gospodarczej i Walutowej. W 1993 roku król Belgii Baldwin I Koburg nadał mu tytuł szlachecki barona.
W czerwcu roku 2000 rada do spraw gospodarczych i finansowych powołała go na przewodniczącego Komitetu Mędrców ds regulacji europejskiego rynku papierów wartościowych. Komitet zaproponował reformy w ramach czteropoziomowego programu, tzw. procedury Lamfalussy’ego, której celem było uproszczenie i przyspieszenie procesu ustawodawczego UE w dziedzinie usług finansowych. W marcu 2002 roku Rada Europejska zatwierdziła procedurę Lamfalussy’ego w zakresie papierów wartościowych, a w grudniu tego samego roku zdecydowała o jej rozszerzeniu na cały sektor finansowy UE.
W 2008 roku Lamfalussy został powołany na stanowisko przewodniczącego grupy zadaniowej wysokiego szczebla na rzecz nowej architektury finansowej w Belgii.
W 2007 otrzymał doktorat honoris causa Uniwersytetu Ekonomicznego w Bratysławie.
W 2013 roku otrzymał najwyższe węgierskie odznaczenie – Wielki Krzyż Orderu św. Stefana.